# 英菲尼迪 QX50
英菲尼迪QX50，在2013年之前是英菲尼迪EX，是日本汽车制造商日產汽車的豪华汽车品牌英菲尼迪生产的一款紧凑型豪华跨界SUV。第一代QX50分別於2013年（中国）和2015年（美国）推出。第二代QX50于2017年11月投入生产。

## 外部鏈接
- Infiniti QX Sport Inspiration: English （页面存档备份，存于）
- Infiniti QX50: global （页面存档备份，存于）, UK （页面存档备份，存于）

Press kit:
- USA: 2014 USA （页面存档备份，存于）, 2015 USA （页面存档备份，存于）, 2016 USA （页面存档备份，存于）